# Arie Bos
Aron „Arie“ Bos (* 5. November 1892 in Amsterdam; † 15. Januar 1962 in New York City) war ein niederländischer Karambolagespieler in den klassischen Disziplinen Freien Partie und Cadre.

## Karriere
Mit Henk Robijns, Jan Dommering und Jan Wiemers gehörte Bos zu einer goldenen Generation niederländischer Billardspieler, die die vier Musketiere genannt wurden. In den Jahren 1921 und 1922 wurde er niederländischer Meister im Cadre 45/2. 1921 wurde er Weltmeister im Cadre 45/2 in Paris, nachdem er im Vorjahr schon Vizeweltmeistergeworden war. 1923 ließ sich Bos, mit der Absicht, eine professionelle Laufbahn im Dreiband zu beginnen, in den USA nieder. Diese Absicht traf jedoch nicht auf fruchtbaren Boden, zu viele und zu gute Profispieler gab es in den USA. Er heiratete zwar, kehrte jedoch in die Niederlande zurück, wo er aufgrund seiner professionellen Spiele im bezahlten Sport zunächst nicht zu offiziellen Wettbewerben zugelassen wurde, da es sich zu der Zeit ausschließlich um Amateurwettbewerbe handelte. 1938 wurde er Nationalmeister im Cadre 71/2, im gleichen Jahr und 1939 Dreibandmeister. 1939 wurde er hinter Alfred Lagache Zweiter bei der Dreiband-Europameisterschaft. Kurz darauf ließ er sich dauerhaft in den USA nieder, wo er 1962 starb.

## Privates
Arie wurde als Sohn von Samuel Bos (1866–1930) und Esther Hamburger (1869–?) geboren und war mit der Billardmeisterin Catherine Haywood (1896–?) aus Philadelphia verheiratet.

## Erfolge
- Cadre-45/2-Weltmeisterschaft:  1921  1920
- Dreiband-Europameisterschaft:  1939
- Niederländische Dreiband-Meisterschaft:  1938, 1939
- Niederländische Cadre-45/2-Meisterschaft (Ehrenklasse):  1921, 1922  1917, 1918, 1920  1919
- Niederländische Cadre-45/2-Meisterschaft (2. Klasse):  1915, 1916
- Niederländische Cadre-71/2-Meisterschaft:  1938

Quellen: 